# Gordon Eaton
Gordon Ladd Eaton, detto Gordi (Littleton, 28 novembre 1939), è un ex sciatore alpino e allenatore di sci alpino statunitense.

## Biografia
Sciatore polivalente, Gordon Eaton debuttò in campo internazionale in occasione dei Vermont Championships 1959 (Stowe, 13-15 marzo), dove si classificò 2º nella discesa libera, 16º nello slalom gigante e 6º nella combinata; l'anno dopo agli VIII Giochi olimpici invernali di Squaw Valley 1960 (19-27 febbraio), sua unica presenza olimpica e iridata, si piazzò 17º nella discesa libera, la sola gara nella quale prese il via, e nel 1961 vinse il titolo universitario (NCAA di discesa libera.
Nel 1962 si fratturò una caviglia durante la discesa libera della Streif di Kitzbühel (20 gennaio) e l'infortunio gli impedì di partecipare ai Mondiali di Chamonix 1962; tornò alle gare nella Harriman Cup 1963 (Sun Valley, 29-31 marzo), ma l'anno dopo un nuovo infortunio gli precluse la partecipazione ai IX Giochi olimpici invernali di Innsbruck 1964 (29 gennaio-9 febbraio), anche se riuscì a tornare alle gare poco dopo: si piazzò 2º nella discesa libera degli Eastern ASA Championships (Stowe, 13-15 marzo) e vinse la discesa libera della Roch Cup (Aspen, 3-5 aprile). Si ritirò l'anno seguente e disputò le sue ultima gare in occasione dei Campionati statunitensi 1965 (Crystal Mountain, 1-4 aprile). Dopo il ritiro divenne allenatore della nazionale statunitense dal 1966 al 1969 e sposò Karen Budge, a sua volte sciatrice alpina.

## Palmares

### Classiche
Roch Cup
- 1 vittoria (discesa libera ad Aspen 1964)

### Campionati statunitensi
- 4 medaglie (dati parziali):
  - 2 ori (slalom gigante nel 1961[9]; combinata nel 1964[10])
  - 2 argenti (discesa libera, slalom speciale nel 1964[10])